# The Hurt Locker
The Hurt Locker är en amerikansk krigsfilm från 2008 i regi av Kathryn Bigelow. Filmen hade premiär i USA 2009 och belönades senare med sex Oscar, bland annat för bästa film och bästa regi. Filmen vann även sex kategorier av den engelska BAFTA Award och hade i mars 2010 fått sammanlagt omkring 95 filmpriser.

## Handling
Filmen utspelar sig under Irakkriget där en bombgruppsenhet tvingas att spela en farlig katt- och råttalek i Bagdad, där alla är potentiella fiender och varje föremål kan vara en dödlig bomb.

## Om filmen
Produktionen kunde inte få tillgång till en amerikansk militärbas i Kuwait, så hela produktionen flyttades till Amman, Jordanien.
Om filmen har Kathryn Bigelow sagt: "Krigets snuskiga lilla hemlighet är att en del män älskar det. Jag försöker avtäcka varför, försöker se vad det betyder att vara en hjälte i den typ av strider som utmärker krigen på 2000-talet."
Det var regissören James Cameron som övertygade sin ex-fru Kathryn Bigelow att regissera filmen[källa behövs]. Hon hade ursprungligen andra planer, ett annat projekt och var inte säker på att göra The Hurt Locker. Cameron läste detta och sade till henne att göra filmen, vilket hon gjorde. Filmen blev en av de mest framgångsrika oberoende filmerna under 2009 och den mest framgångsrika i Kathryn Bigelows karriär.

## Rollista
| Jeremy Renner      | – SFC. William James                |
| Anthony Mackie     | – Sgt. JT Sanborn                   |
| Brian Geraghty     | – Spc. Owen Eldridge                |
| Guy Pearce         | – SSG Matthew "Matt" Thompson       |
| Christian Camargo  | – Lieutenant Colonel John Cambridge |
| Suhail al-Dabbach  | – Black Suit Man                    |
| Christopher Sayegh | – Beckham                           |
| Evangeline Lilly   | – Connie James                      |
| Ralph Fiennes      | – Leverantör lagledare              |
| David Morse        | – Colonel Reed                      |

## Utmärkelser
The Hurt Locker belönades med sex Oscar den 7 mars 2010, bland annat i kategorierna bästa film och bästa regi.
| År   | Pris         | Resultat  | Kategori                | Personer                                                   |
| ---- | ------------ | --------- | ----------------------- | ---------------------------------------------------------- |
| 2009 | Oscar        | Belönad   | Bästa film              | Kathryn Bigelow, Mark Boal, Nicolas Chartier, Greg Shapiro |
| 2009 | Oscar        | Belönad   | Bästa regi              | Kathryn Bigelow                                            |
| 2009 | Oscar        | Belönad   | Bästa originalmanus     | Mark Boal                                                  |
| 2009 | Oscar        | Belönad   | Bästa klippning         | Bob Murawski, Chris Innis                                  |
| 2009 | Oscar        | Belönad   | Bästa ljud              | Paul N.J. Ottosson, Ray Beckett                            |
| 2009 | Oscar        | Belönad   | Bästa ljudredigering    | Paul N.J. Ottosson                                         |
| 2009 | Oscar        | Nominerad | Bästa manliga huvudroll | Jeremy Renner                                              |
| 2009 | Oscar        | Nominerad | Bästa filmmusik         | Marco Beltrami, Buck Sanders                               |
| 2009 | Oscar        | Nominerad | Bästa foto              | Barry Ackroyd                                              |
| 2009 | Golden Globe | Nominerad | Bästa film - drama      |                                                            |
| 2009 | Golden Globe | Nominerad | Bästa regi              | Kathryn Bigelow                                            |
| 2009 | Golden Globe | Nominerad | Bästa originalmanus     | Mark Boal                                                  |
| 2009 | BAFTA        | Belönad   | Bästa film              | Kathryn Bigelow, Mark Boal, Greg Shapiro, Nicolas Chartier |
| 2009 | BAFTA        | Belönad   | Bästa regi              | Kathryn Bigelow                                            |
| 2009 | BAFTA        | Belönad   | Bästa originalmanus     | Mark Boal                                                  |
| 2009 | BAFTA        | Belönad   | Bästa foto              | Barry Ackroyd                                              |
| 2009 | BAFTA        | Belönad   | Bästa klippning         | Bob Murawski, Chris Innis                                  |
| 2009 | BAFTA        | Belönad   | Bästa ljud              | Paul N.J. Ottosson, Ray Beckett, Craig Stauffer            |
| 2009 | BAFTA        | Nominerad | Bästa manliga huvudroll | Jeremy Renner                                              |
| 2009 | BAFTA        | Nominerad | Bästa specialeffekter   | Richard Stutsman                                           |